# Teodora Petraliphaina
Sveta Teodora Petraliphaina (grčki Θεοδώρα Πετραλίφαινα) (o. 1225. – nakon 1270.) svetica je u pravoslavlju, a bila je Grkinja, plemkinja i despotica Epira, žena despota Mihaela II. Komnena Duke (Μιχαήλ Β΄ Κομνηνός Δούκας).
Redovnik Job Iasites je napisao hagiografiju u kojoj opisuje život Teodore.
Ona je bila kći plemića i guvernera, Ivana Petraliphasa (Ἰωάννης Πετραλίφας) te tako nećakinja despotice Marije od Epira. Rođena je u Serviji (grč. Σέρβια, prije Phylacae).
Udala se za despota Epira Mihaela. Nakon što je spavala s njime i zatrudnjela, bila je prognana s njegova dvora jer je Mihael više volio svoju konkubinu. Teodora je pet godina živjela u siromaštvu te joj je jedan svećenik pomagao. 
Mihael je na kraju požalio zbog svoje odluke te je pitao Teodoru hoće li se vratiti k njemu, što je ona i učinila, slijedeći kršćanske principe.
Teodorin je spomendan 11. ožujka.

## Djeca
- Nikifor I. Komnen Duka, vladar Epira, muž Ane Paleolog Kantakuzini
- Ivan Komnen Duka
- Helena Anđelina, kraljica Sicilije
- Ana Komnena Duka (Agneza)[5]

## Pokop
Teodora je pokopana u samostanu svetog Jurja (Đuro, Georgije) u Arti (Άρτα).